# Rhododendron 'P.M.A. Tigerstedt'
Rhododendron 'P.M.A. Tigerstedt' (рус. П.М.А. Тигерштедт) — сорт вечнозелёных рододендронов гибридного происхождения.
Рододендрон 'P.M.A. Tigerstedt' назван в честь профессора Петера М.А. Тигерштедта, который руководил программой окультуривания рододендронов и азалий, проводившейся в Хельсинкском Университете с 1973 по 2000 год совместно с Арборетумом Мустила. На рынки США и Канады сорт поступил под названием 'Piter Tigerstedt'.

## Биологическое описание
За десять лет растение достигает высоты более 1,5 метров. Ширина куста примерно равна высоте. В тени крона становится рыхлой, на светлом месте вырастает в гармонично выглядящий, широкий и высокий куст.
Листья вечнозелёные, голые, тёмно-зелёные, 120 × 55 мм.
Бутоны кремовые. Соцветия конические, несут 14—18 цветков. Цветки воронковидные, около 7 см в диаметре, белые, на верхнем лепестке имеется большое тёмно-фиолетовое пятно. Лепестков 6. Тычинки белые.

## В культуре
Место посадки: полутень. Выдерживает понижения температуры до -36 °С. 